# Chicha Amatayakul
Chicha "Kitty" Amatayakul (thaiul: ชิชาอ มาตยกุล); született Kanyawee Phumsiridol (thaiul: กัลยวีร์ ภูมิสิริดล) (Bangkok, Thaiföld, 1993. augusztus 5. –) thaiföldi színésznő, énekes és modell. A Kamikaze Records Kiss Me Five nevű lánycsoportjának egykori tagja. Legismertebb szerepe Nanno a Netflix Dekmai – Girl From Nowhere című antológiai sorozatában.

## Pályafutása
Negyedik osztálytól a Chitralada iskolában tanult, középiskolába egy brit tanterv szerinti nemzetközi iskolába (IGCSE) járt 15 éves korától, majd az Assumption Egyetem gazdasági karán és a Ramkhamhaeng Egyetem jogi karán kezdte felsőfokú tanulmányait.
2010-ben csatlakozott a Kamikaze Recordshoz a Kiss Me Five nevű lánycsoport tagjaként, amelynek Bow Maylada, Bam Pakakanya, Gail Natcha és Mild Krittiya is tagjai voltak.
2018-tól a főszereplőt, Nannot alakította a Dekmai – Girl From Nowhere című drámaantológiai sorozatban. A Dekmai – Girl from Nowhere második évada 2021-ben mutatkozott be a Netflixen, amivel Amatayakul a nemzetközi közönség előtt is ismert lett.

## Filmográfia

### Televízió
| Év         | Műsor                                             | Szerep      | Megjegyzés | Ref.   |
| ---------- | ------------------------------------------------- | ----------- | ---------- | ------ |
| 2013       | ชาติเจ้าพระยา                                       | Dujdao      |            |        |
| 2013       | จุดนัดภพ ปี 2ตอน สาวปากแดงตอน รักจุกอก                 | Saipan      | Vendég     |        |
| 2013       | ATM 2 คู่เวอร์เออเร่อเออรัก                            | Cookie      |            |        |
| 2015       | Love Blood จัดรักให้ตรงกรุ๊ป                           | Golf        |            |        |
| 2015       | รักนี้ผีคุ้มตอน พ่อหนูเป็นผี                                |             | Vendég     |        |
| 2015       | รับแซ่บ My Boss                                     | Pim         |            |        |
| 2015       | ปริศนาอาฆาต                                        |             |            |        |
| 2015       | สิงห์สี่แคว                                           | Dujdao      |            |        |
| 2015       | Love Songs Love Stories เพลง คิดถึงฉันไหมเวลาที่เธอ... |             |            |        |
| 2016       | กรุงเทพ..มหานครซ้อนรัก                               | Kitty       | Vendég     |        |
| 2017       | แหวนดอกไม้                                         | Oum         |            |        |
| 2018       | หลงไฟ                                             | I-Tim       |            |        |
| 2018-jelen | Dekmai – Girl From Nowhere                        | Nanno       | 2 évad     |        |
| 2020       | เสียดาย                                            | Pu          |            |        |
| 2021       | The Serpent                                       | Suda Romyen |            | [ 12 ] |

### Film
| Év   | Film                    | Szerep | Megjegyzés |
| ---- | ----------------------- | ------ | ---------- |
| 2017 | The Serpent's Song      |        | Rövidfilm  |
| 2017 | เน็ต ไอ ดาย #สวยตายล่ะมึง! |        |            |
| 2019 | จอมขมังเวทย์ 2020         |        |            |
| 2019 | โจรปล้นโจร               |        |            |
| 2020 | 7 Boy Scouts            |        |            |

## Zenei videók
| Eredeti thai cím    | Angol fordítás              | Előadó                                          | Megjegyzés                                        | Ref.   |
| ------------------- | --------------------------- | ----------------------------------------------- | ------------------------------------------------- | ------ |
| แฟน                 | Girlfriend                  | Pae Arak Amornsupasiri                          |                                                   |        |
| เมื่อคืน / Meua Keun   | Last Night                  | Season Five                                     |                                                   |        |
| คนไม่จำเป็น           |                             | Getsunova                                       |                                                   |        |
| 1-100               | 1-100                       | SOMKIAT                                         |                                                   |        |
| รักดี                 | Good Love                   | NICECNX                                         |                                                   |        |
| ลืมกันแล้วหรือยัง        |                             | 25hours                                         |                                                   |        |
| เพื่อนเธอโคตรได้       | Your friend is f*cking good | BEN BIZZY & LAZYLOXY                            |                                                   |        |
| ตราบ                | As long as                  | THE KEYLOOKZ                                    |                                                   |        |
| ให้เธอได้ฟัง           |                             | New Mandarin                                    |                                                   |        |
| ถอนหายใจ            | Sigh                        | MILD                                            |                                                   |        |
| RADAR               | RADAR                       | บุรินทร์ บุญวิสุทธิ์ Burin Boonvisut × TWOPEE Southside |                                                   |        |
| ฉันยังหายใจอยู่         |                             | FAHRENHEIT                                      |                                                   |        |
| ดอกไม้ในหนังสือหน้าที่ 75 |                             | THE WHITEST CROW                                |                                                   |        |
| ช่วงนี้/Chuang Nee     | This Moment/Recently/Lately | Nanno                                           | Feldolgozás Atom Chanakan ugyanilyen című dalából | [ 14 ] |
| สิ่งแทนใจ             | Representation              | Retrospect                                      |                                                   |        |

## Fordítás
- Ez a szócikk részben vagy egészben  a   Chicha Amatayakul című angol Wikipédia-szócikk ezen változatának fordításán alapul.  Az eredeti cikk szerkesztőit annak laptörténete sorolja fel. Ez a jelzés csupán a megfogalmazás eredetét és a szerzői jogokat jelzi, nem szolgál a cikkben szereplő információk forrásmegjelöléseként.

## Külső linkek
- Chicha Amatayakul az Internet Movie Database oldalon (angolul)
- Chicha Amatayakul az Instagramon